# Match des étoiles de la Ligue majeure de baseball 2013
Le match des étoiles de la Ligue majeure de baseball 2013 (2013 MLB All-Star Game) est la 84e édition du match opposant les meilleurs joueurs de la Ligue américaine et de la Ligue nationale, les deux composantes des Ligues majeures de baseball (MLB). 
Le match est joué le 16 juillet 2013 au Citi Field de New York aux États-Unis, tel qu'annoncé par le baseball majeur le 16 mai 2012. 
Il s'agit de la deuxième fois que le match des étoiles est joué sur le terrain des Mets de New York, après la partie d'étoiles de 1964 qui a eu lieu au Shea Stadium, alors domicile de cette jeune franchise. La ville de New York avait précédemment accueilli le match d'étoiles le 15 juillet 2008 au défunt Yankee Stadium, domicile des Yankees.
L'enjeu de la partie était l'avantage du terrain pour la Série mondiale d'octobre 2013. La Ligue américaine, perdante au cours des trois matchs d'étoiles précédentes, remporte une victoire de 3-0 sur la Ligue nationale. Le lanceur de relève des Yankees de New York Mariano Rivera, 43 ans, est nommé joueur du match à son 13e et dernier match d'étoiles.

## Effectifs

### Ligue nationale

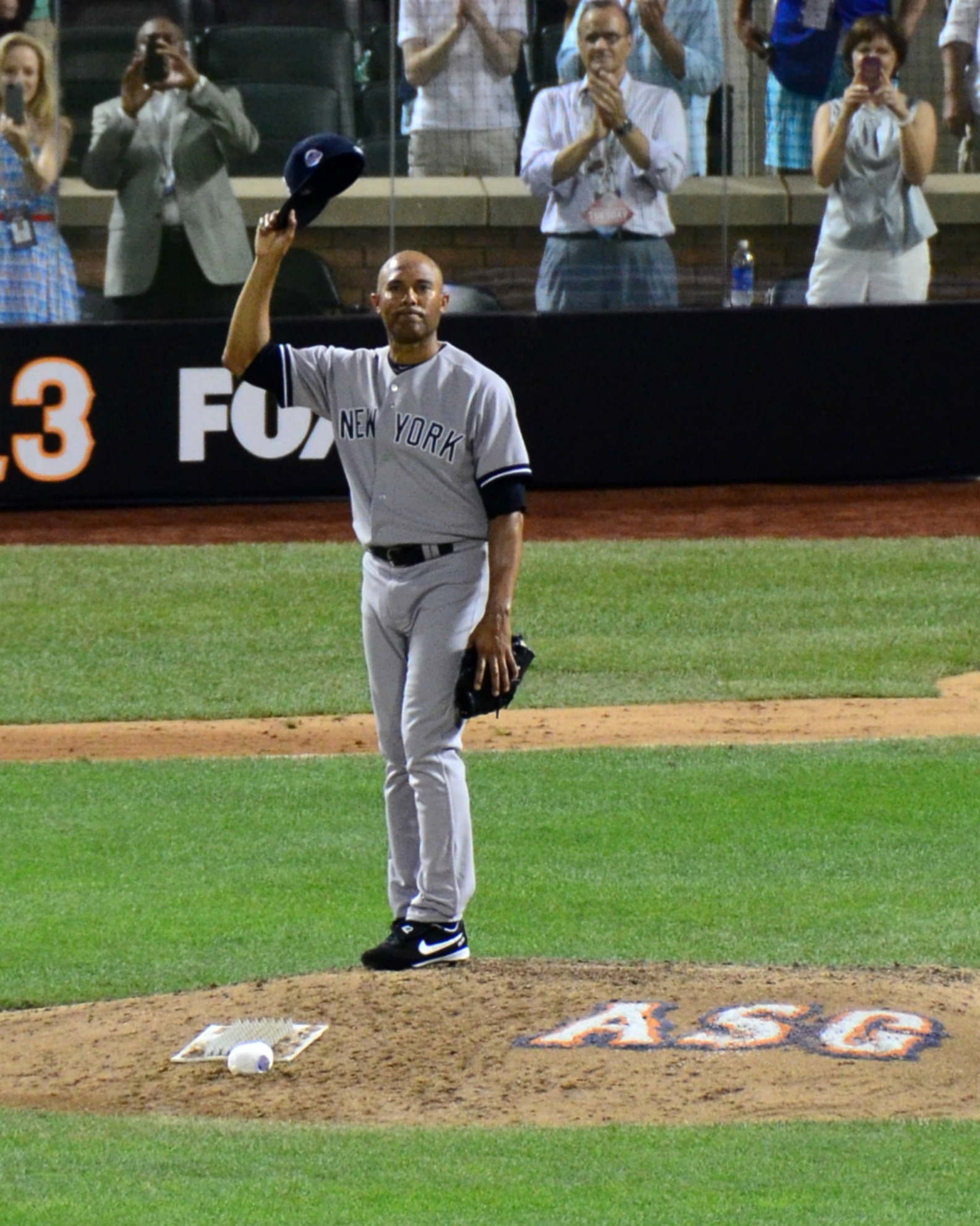
Mariano Rivera, maintenant à la retraite, salue la foule qui l'ovationne à son 13e et dernier match d'étoiles.

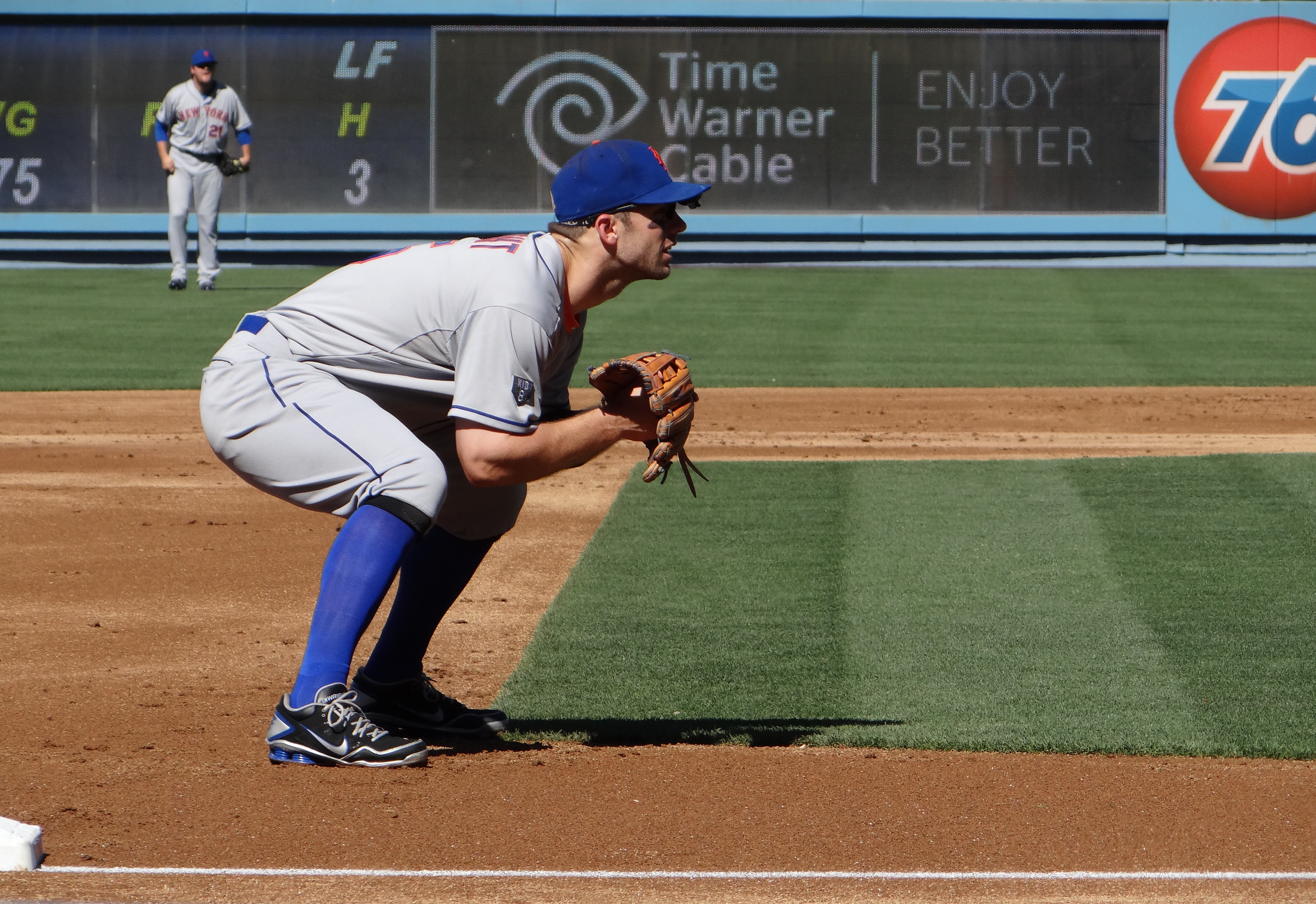
David Wright (photo) et Matt Harvey sont les deux représentants des Mets de New York.

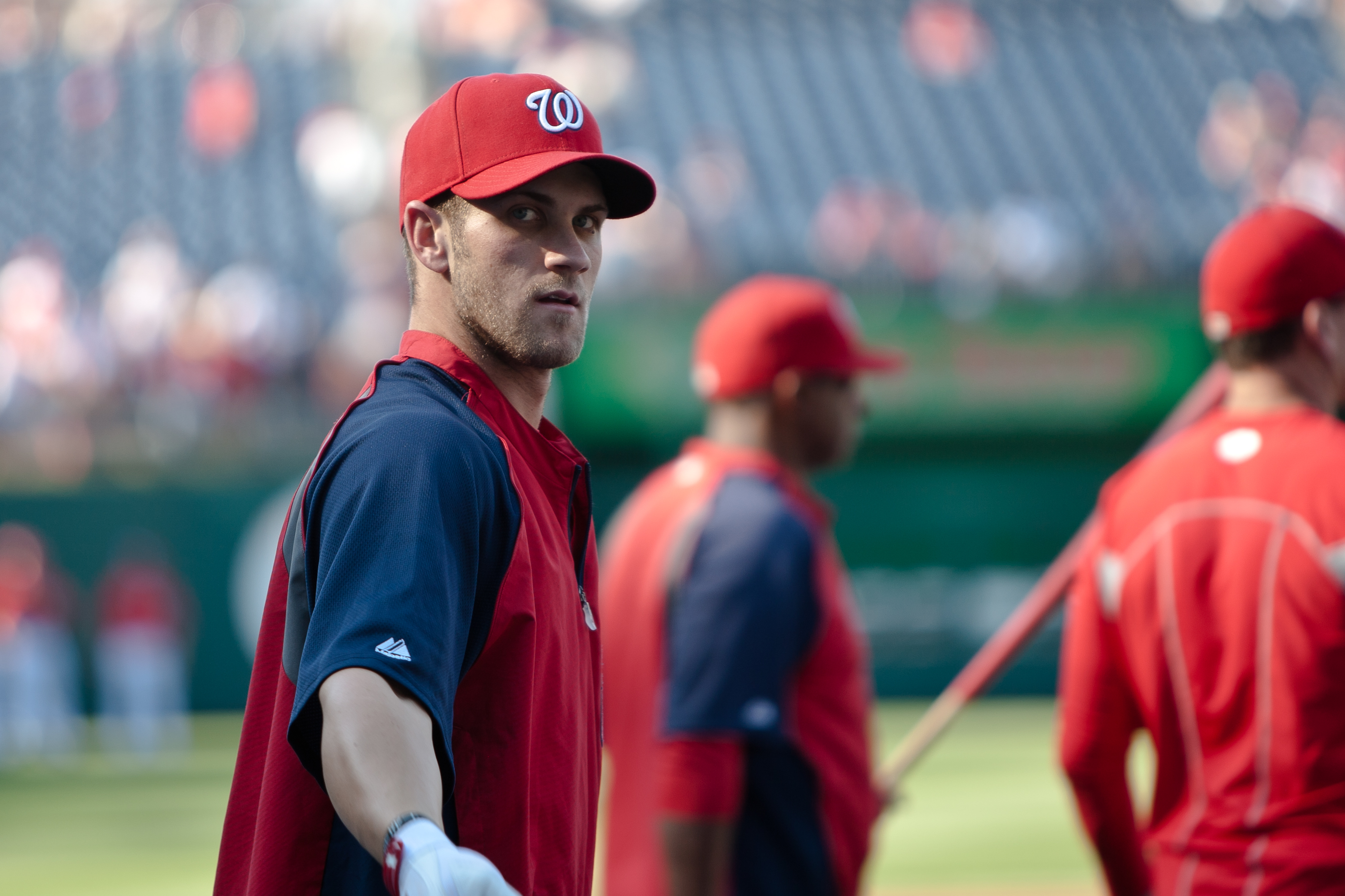
À sa deuxième saison, Bryce Harper honore une seconde sélection, sa première sur l'effectif partant.

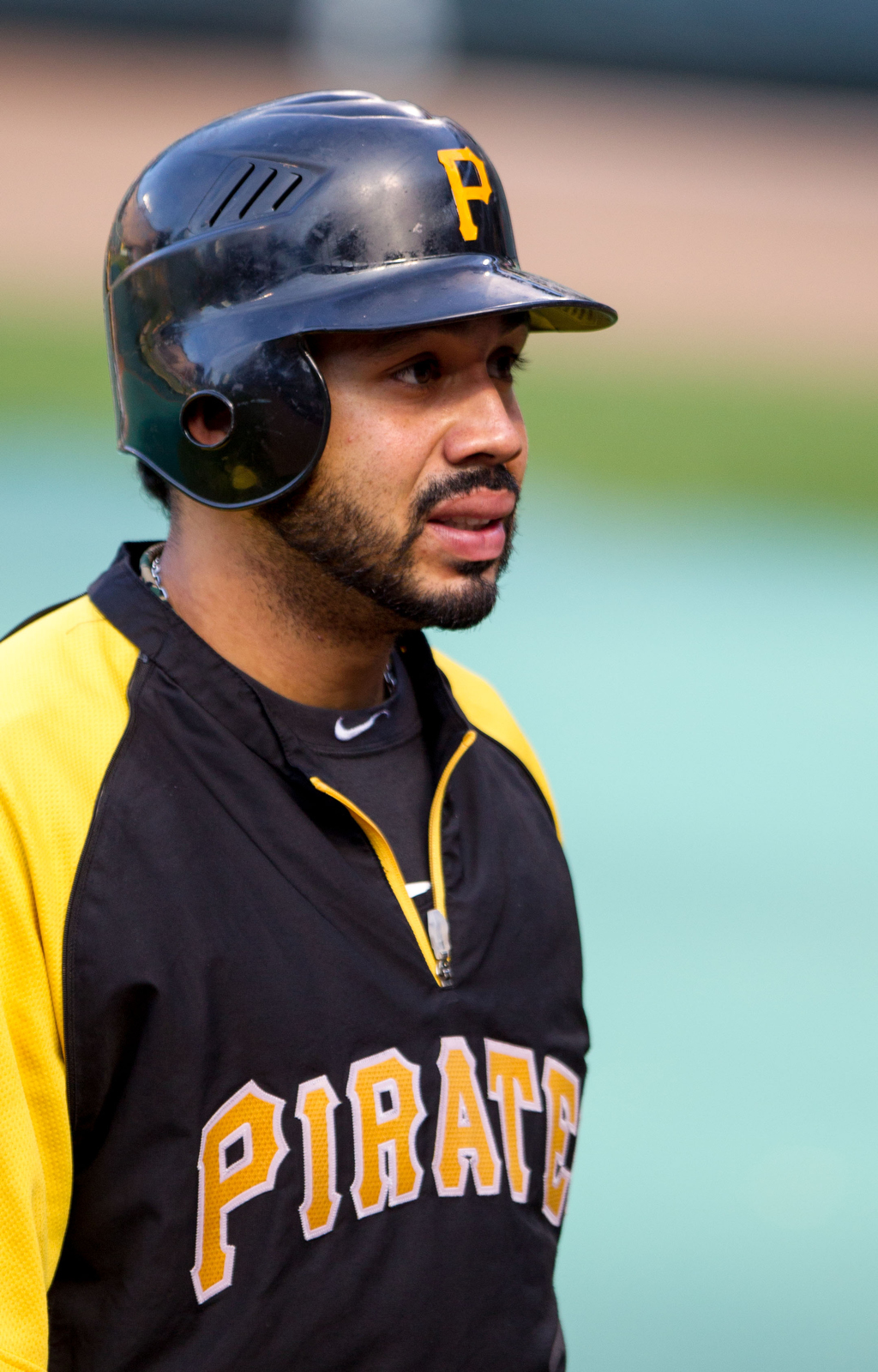
Pour la première fois depuis 1972, les Pirates comptent 5 représentants, dont Pedro Alvarez.

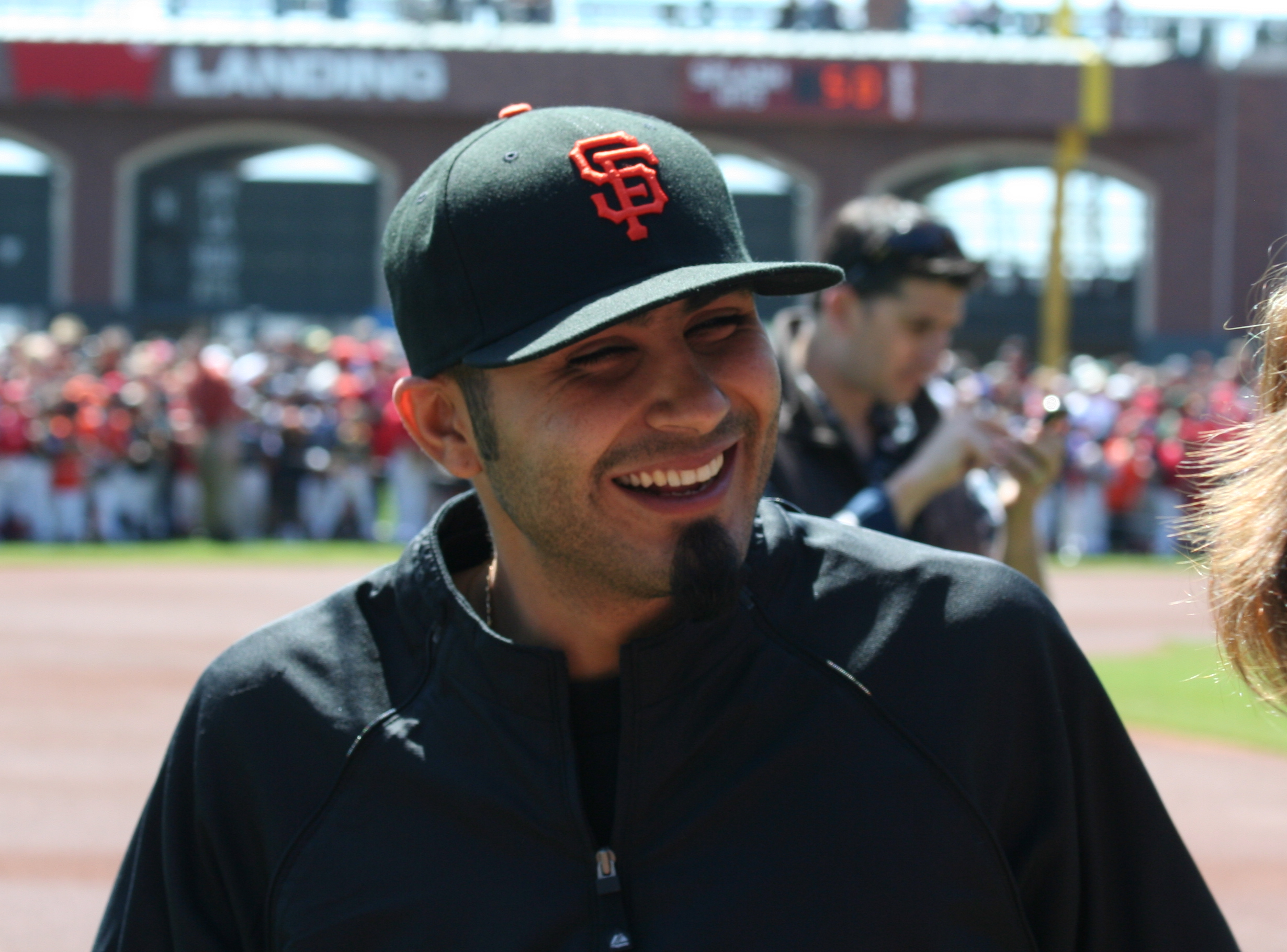
Sergio Romo fait sa première apparition sur l'équipe d'étoiles.

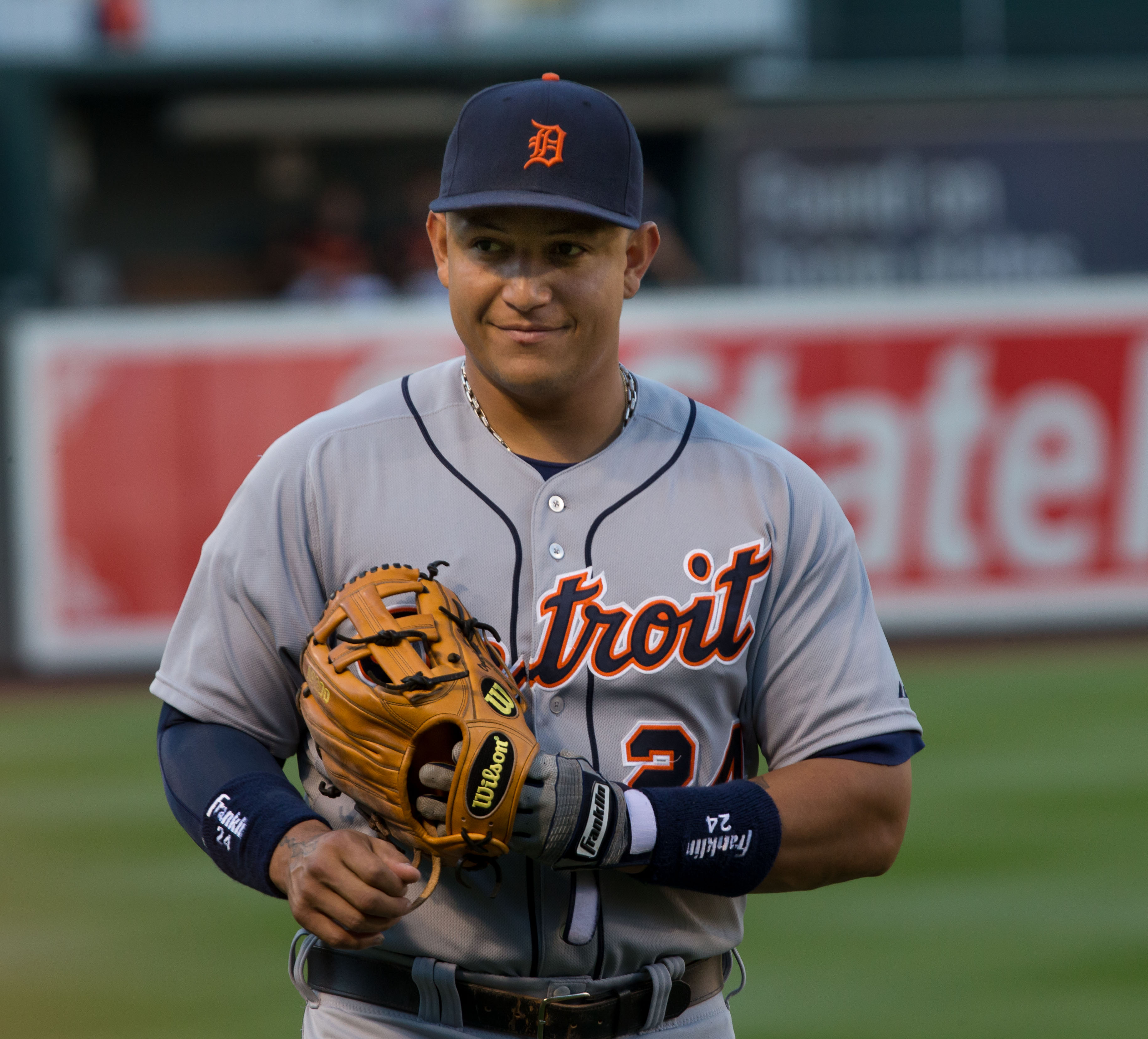
Miguel Cabrera.

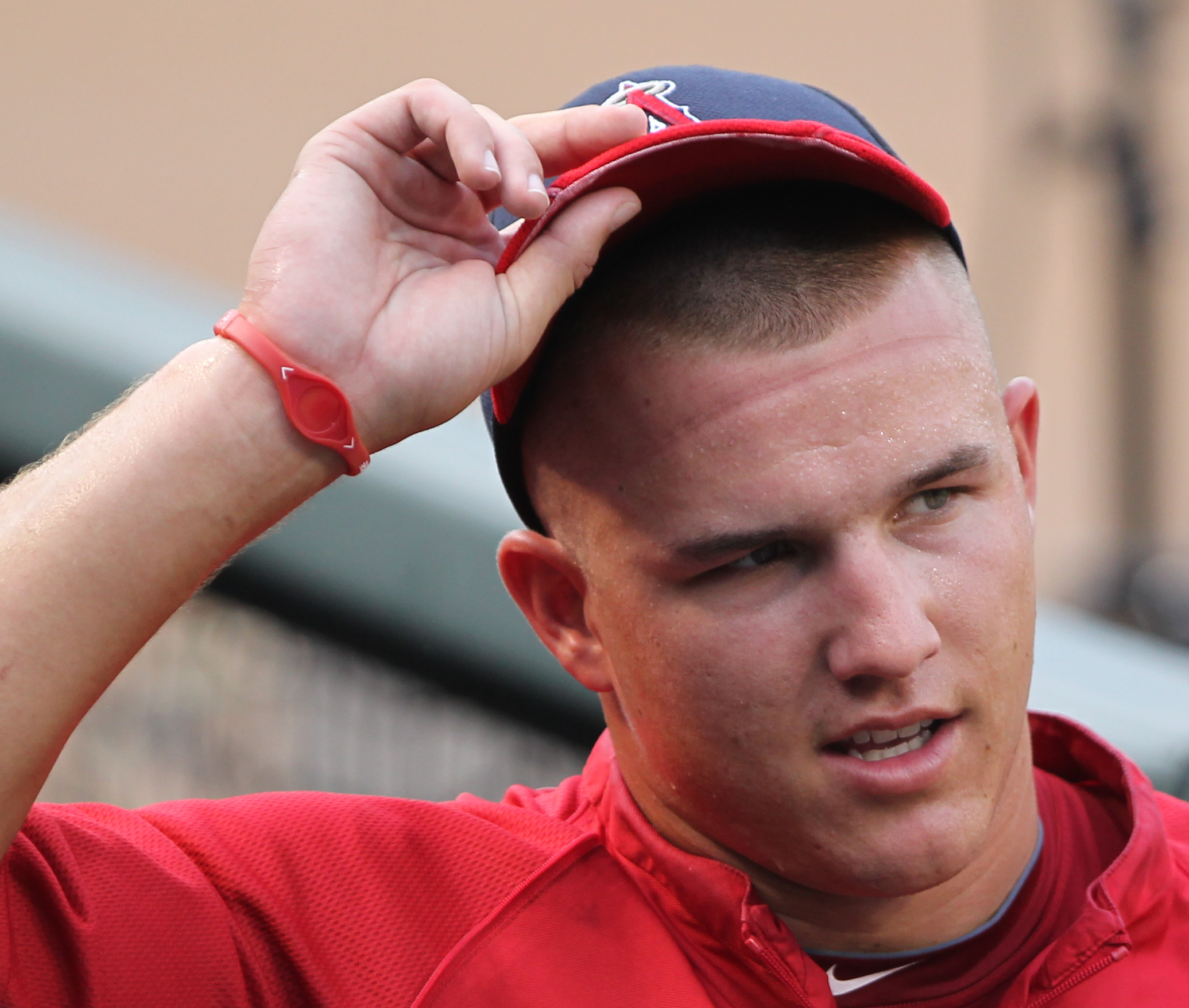
Mike Trout.

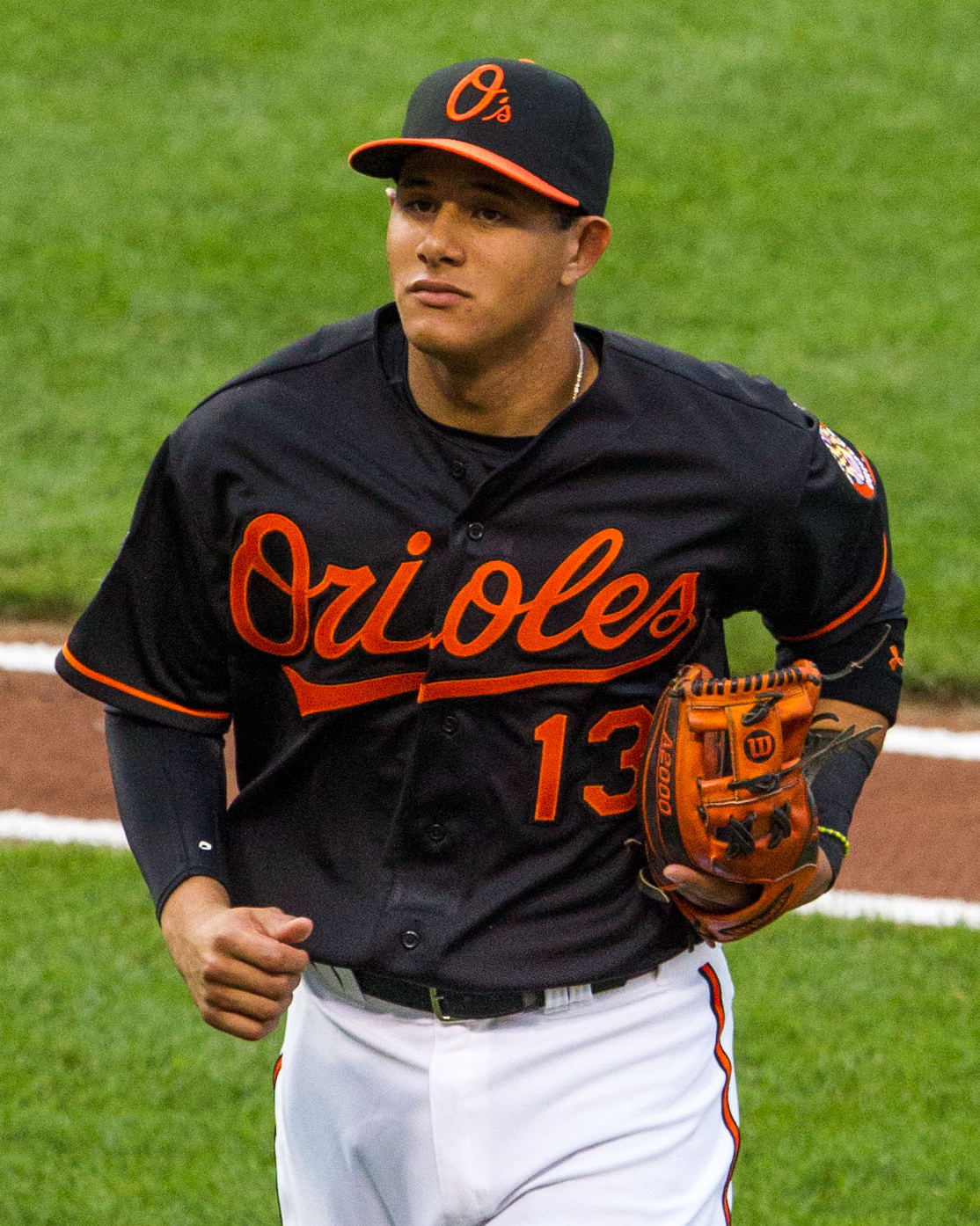
Le jeune Manny Machado est invité au match d'étoiles pour la première fois.

- Manager : Bruce Bochy des Giants de San Francisco, champions du monde en 2012.
- Adjoints : Terry Collins des Mets de New York et Davey Johnson des Nationals de Washington[4].
- Instructeurs : Ron Wotus (instructeur de banc), Joe Lefebvre et Hensley Meulens (des frappeurs), Dave Righetti (des lanceurs), Mark Gardner (des releveurs), Roberto Kelly (premier but), Tim Flannery (troisième but), tous des Giants de San Francisco; les entraîneurs Ray Ramirez des Mets de New York et Lee Kuntz des Nationals de Washington[4].

| Alignement partant | Alignement partant | Alignement partant       | Alignement partant |
| Position           | Joueur             | Équipe                   | Sélections         |
| ------------------ | ------------------ | ------------------------ | ------------------ |
| Receveur           | Yadier Molina      | Cardinals de Saint-Louis | 5                  |
| Premier but        | Joey Votto         | Reds de Cincinnati       | 4                  |
| Deuxième but       | Brandon Phillips   | Reds de Cincinnati       | 3                  |
| Troisième but      | David Wright       | Mets de New York         | 7                  |
| Arrêt court        | Troy Tulowitzki    | Rockies du Colorado      | 3                  |
| Champ extérieur    | Carlos Beltrán     | Cardinals de Saint-Louis | 8                  |
| Champ extérieur    | Carlos González    | Rockies du Colorado      | 2                  |
| Champ extérieur    | Bryce Harper       | Nationals de Washington  | 2                  |

| Remplaçants     | Remplaçants      | Remplaçants               | Remplaçants |
| Position        | Joueur           | Équipe                    | Sélections  |
| --------------- | ---------------- | ------------------------- | ----------- |
| Receveur        | Buster Posey     | Giants de San Francisco   | 2           |
| Receveur        | Brian McCann     | Braves d'Atlanta          | 7           |
| Premier but     | Paul Goldschmidt | Diamondbacks de l'Arizona | 1           |
| Premier but     | Allen Craig      | Cardinals de Saint-Louis  | 1           |
| Premier but     | Freddie Freeman  | Braves d'Atlanta          | 1           |
| Deuxième but    | Matt Carpenter   | Cardinals de Saint-Louis  | 1           |
| Deuxième but    | Marco Scutaro    | Giants de San Francisco   | 1           |
| Troisième but   | Pedro Alvarez    | Pirates de Pittsburgh     | 1           |
| Arrêt-court     | Everth Cabrera   | Padres de San Diego       | 1           |
| Arrêt-court     | Jean Segura      | Brewers de Milwaukee      | 1           |
| Champ extérieur | Domonic Brown    | Phillies de Philadelphie  | 1           |
| Champ extérieur | Michael Cuddyer  | Rockies du Colorado       | 2           |
| Champ extérieur | Carlos Gómez     | Brewers de Milwaukee      | 1           |
| Champ extérieur | Andrew McCutchen | Pirates de Pittsburgh     | 3           |

- Freddie Freeman est ajouté à l'équipe d'étoiles après avoir remporté le vote final mais, blessé[5], il est remplacé par Brian McCann[6].

| Lanceurs          | Lanceurs                  | Lanceurs   | Lanceurs |
| Joueur            | Équipe                    | Sélections |          |
| ----------------- | ------------------------- | ---------- | -------- |
| Madison Bumgarner | Giants de San Francisco   | 1          |          |
| Aroldis Chapman   | Reds de Cincinnati        | 2          |          |
| Patrick Corbin    | Diamondbacks de l'Arizona | 1          |          |
| José Fernández    | Marlins de Miami          | 1          |          |
| Jason Grilli      | Pirates de Pittsburgh     | 1          |          |
| Matt Harvey       | Mets de New York          | 1          |          |
| Clayton Kershaw   | Dodgers de Los Angeles    | 3          |          |
| Craig Kimbrel     | Braves d'Atlanta          | 3          |          |
| Cliff Lee         | Phillies de Philadelphie  | 4          |          |
| Jeff Locke        | Pirates de Pittsburgh     | 1          |          |
| Mark Melancon     | Pirates de Pittsburgh     | 1          |          |
| Edward Mujica     | Cardinals de Saint-Louis  | 1          |          |
| Sergio Romo       | Giants de San Francisco   | 1          |          |
| Adam Wainwright   | Cardinals de Saint-Louis  | 2          |          |
| Travis Wood       | Cubs de Chicago           | 1          |          |
| Jordan Zimmermann | Nationals de Washington   | 1          |          |

- Jeff Locke, non disponible pour lancer, est remplacé dans l'effectif par Mark Melancon[7].
- Adam Wainwright, non disponible pour lancer, est remplacé par Edward Mujica[8].
- Jordan Zimmermann, non disponible pour lancer, est remplacé par Sergio Romo[7].

### Ligue américaine
- Manager : Jim Leyland des Tigers de Détroit, champions de la Ligue américaine en 2012.
- Adjoints : John Gibbons des Blue Jays de Toronto et Robin Ventura des White Sox de Chicago[4].
- Instructeurs : Gene Lamont (instructeur de banc), Lloyd McClendon et Toby Harrah (instructeur des frappeurs et son assistant), Jeff Jones (des lanceurs), Mike Rojas (des releveurs), Rafael Belliard (premier but), Tom Brookens (troisième but), tous des Tigers de Détroit; les entraîneurs Rick Jameyson des Red Sox de Boston et Ron Porterfield des Rays de Tampa Bay[4].

| Alignement partant | Alignement partant | Alignement partant    | Alignement partant |
| Position           | Joueur             | Équipe                | Sélections         |
| ------------------ | ------------------ | --------------------- | ------------------ |
| Receveur           | Joe Mauer          | Twins du Minnesota    | 6                  |
| Premier but        | Chris Davis        | Orioles de Baltimore  | 1                  |
| Deuxième but       | Robinson Canó      | Yankees de New York   | 5                  |
| Troisième but      | Miguel Cabrera     | Tigers de Détroit     | 8                  |
| Arrêt court        | J. J. Hardy        | Orioles de Baltimore  | 2                  |
| Champ extérieur    | José Bautista      | Blue Jays de Toronto  | 4                  |
| Champ extérieur    | Mike Trout         | Angels de Los Angeles | 2                  |
| Champ extérieur    | Adam Jones         | Orioles de Baltimore  | 3                  |
| Frappeur désigné   | David Ortiz        | Red Sox de Boston     | 9                  |

| Remplaçants      | Remplaçants       | Remplaçants           | Remplaçants |
| Position         | Joueur            | Équipe                | Sélections  |
| ---------------- | ----------------- | --------------------- | ----------- |
| Receveur         | Jason Castro      | Astros de Houston     | 1           |
| Receveur         | Salvador Pérez    | Royals de Kansas City | 1           |
| Premier but      | Prince Fielder    | Tigers de Détroit     | 5           |
| Deuxième but     | Jason Kipnis      | Indians de Cleveland  | 1           |
| Deuxième but     | Dustin Pedroia    | Red Sox de Boston     | 4           |
| Deuxième but     | Ben Zobrist       | Rays de Tampa Bay     | 2           |
| Troisième but    | Manny Machado     | Orioles de Baltimore  | 1           |
| Arrêt-court      | Jhonny Peralta    | Tigers de Détroit     | 2           |
| Champ extérieur  | Nelson Cruz       | Rangers du Texas      | 2           |
| Champ extérieur  | Alex Gordon       | Royals de Kansas City | 1           |
| Champ extérieur  | Torii Hunter      | Tigers de Détroit     | 5           |
| Frappeur désigné | Edwin Encarnación | Blue Jays de Toronto  | 1           |

| Lanceurs         | Lanceurs              | Lanceurs   | Lanceurs |
| Joueur           | Équipe                | Sélections |          |
| ---------------- | --------------------- | ---------- | -------- |
| Grant Balfour    | Athletics d'Oakland   | 1          |          |
| Clay Buchholz    | Red Sox de Boston     | 2          |          |
| Brett Cecil      | Blue Jays de Toronto  | 1          |          |
| Bartolo Colón    | Athletics d'Oakland   | 3          |          |
| Jesse Crain      | White Sox de Chicago  | 1          |          |
| Yu Darvish       | Rangers du Texas      | 2          |          |
| Steve Delabar    | Blue Jays de Toronto  | 1          |          |
| Félix Hernández  | Mariners de Seattle   | 4          |          |
| Greg Holland     | Royals de Kansas City | 1          |          |
| Hisashi Iwakuma  | Mariners de Seattle   | 1          |          |
| Justin Masterson | Indians de Cleveland  | 1          |          |
| Matt Moore       | Rays de Tampa Bay     | 1          |          |
| Joe Nathan       | Rangers du Texas      | 6          |          |
| Glen Perkins     | Twins du Minnesota    | 1          |          |
| Mariano Rivera   | Yankees de New York   | 13         |          |
| Chris Sale       | White Sox de Chicago  | 2          |          |
| Max Scherzer     | Tigers de Détroit     | 1          |          |
| Chris Tillman    | Orioles de Baltimore  | 1          |          |
| Justin Verlander | Tigers de Detroit     | 6          |          |

- Clay Buchholz, blessé, est remplacé dans l'effectif par Bartolo Colón[9].
- Bartolo Colón, non disponible pour lancer, est remplacé dans l'effectif par Grant Balfour[10].
- Jesse Crain, blessé, est remplacé par Glen Perkins[11].
- Yu Darvish, blessé, est remplacé par Matt Moore[12].
- Steve Delabar est ajouté à l'équipe d'étoiles après avoir remporté le vote final.
- Hisashi Iwakuma, non disponible pour lancer, est remplacé par Greg Holland[6].
- Justin Verlander, non disponible pour lancer, est remplacé par Chris Tillman[13].

### Vote populaire et alignements partants

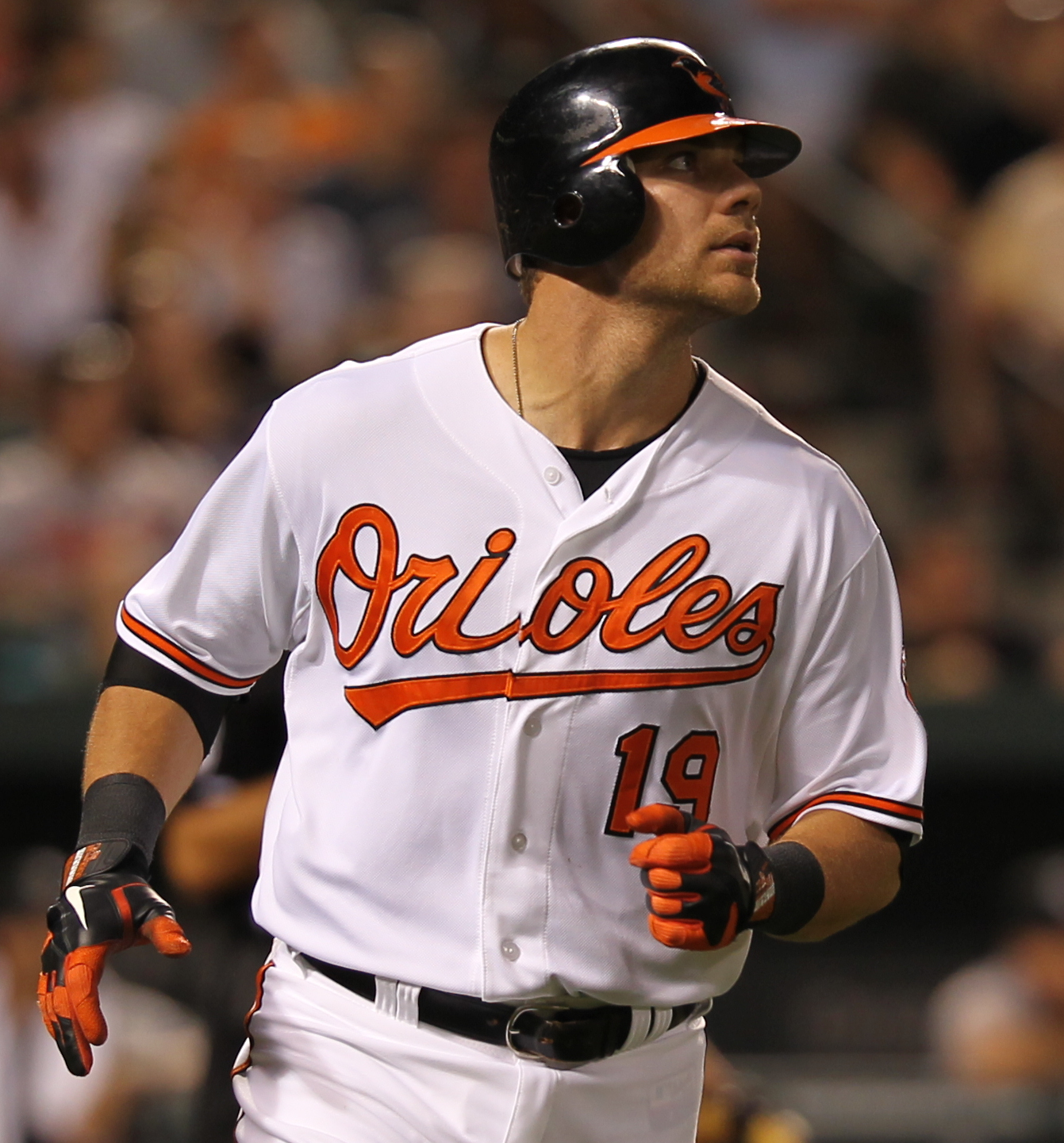
Chris Davis.

Suivant le processus habituels, les joueurs des formations partantes des deux équipes d'étoiles sont, à l'exception des lanceurs partants, déterminés par un vote populaire tenu en première moitié de saison auprès des fans de baseball, qui sont appelés à voter dans les différents stades des Ligues majeures ainsi que par internet. Le vote prend fin le 4 juillet 2013. Le reste des effectifs et la totalité des lanceurs sont ensuite choisis par les gérants des deux clubs, aussi chargés de déterminer des remplaçants aux joueurs élus par le public si l'un d'entre eux ne pouvait participer au match.
Le joueur de premier but des Orioles de Baltimore, Chris Davis, est celui qui reçoit le plus de votes en 2013, soit 8 272 243 voix. Le joueur ayant reçu le plus de votes dans l'équipe de la Ligue nationale est le receveur des Cardinals de Saint-Louis, Yadier Molina avec 6 883 258.

### Vote final: deux joueurs supplémentaires
Le vote final (All-Star Game Final Vote), une nouveauté créée pour le match d'étoiles de 2002 et répétée chaque année depuis, permet aux partisans d'élire deux réservistes supplémentaires, un pour chaque ligue, parmi une liste de finalistes annoncée par la MLB en votant par internet, par message texte ou Twitter, dans la semaine précédant la tenue de la partie d'étoiles.
Les finalistes pour ces dernières places dans les effectifs de 2013 sont :
- Ligue nationale : Ian Desmond (arrêt-court, Nationals), Freddie Freeman (premier but, Braves), Adrian Gonzalez (premier but, Dodgers), Hunter Pence (voltigeur, Giants) et Yasiel Puig (voltigeur, Dodgers).
- Ligue américaine : Steve Delabar (lanceur, Blue Jays), David Robertson (lanceur, Yankees), Koji Uehara (lanceur, Red Sox), Tanner Scheppers (lanceur, Rangers) et Joaquín Benoit (lanceur, Tigers).

Le vote se déroule du 5 au 11 juillet. Les deux joueurs gagnants sont Freddie Freeman pour la Nationale et Steve Delabar pour l'Américaine.

## Concours de coups de circuit

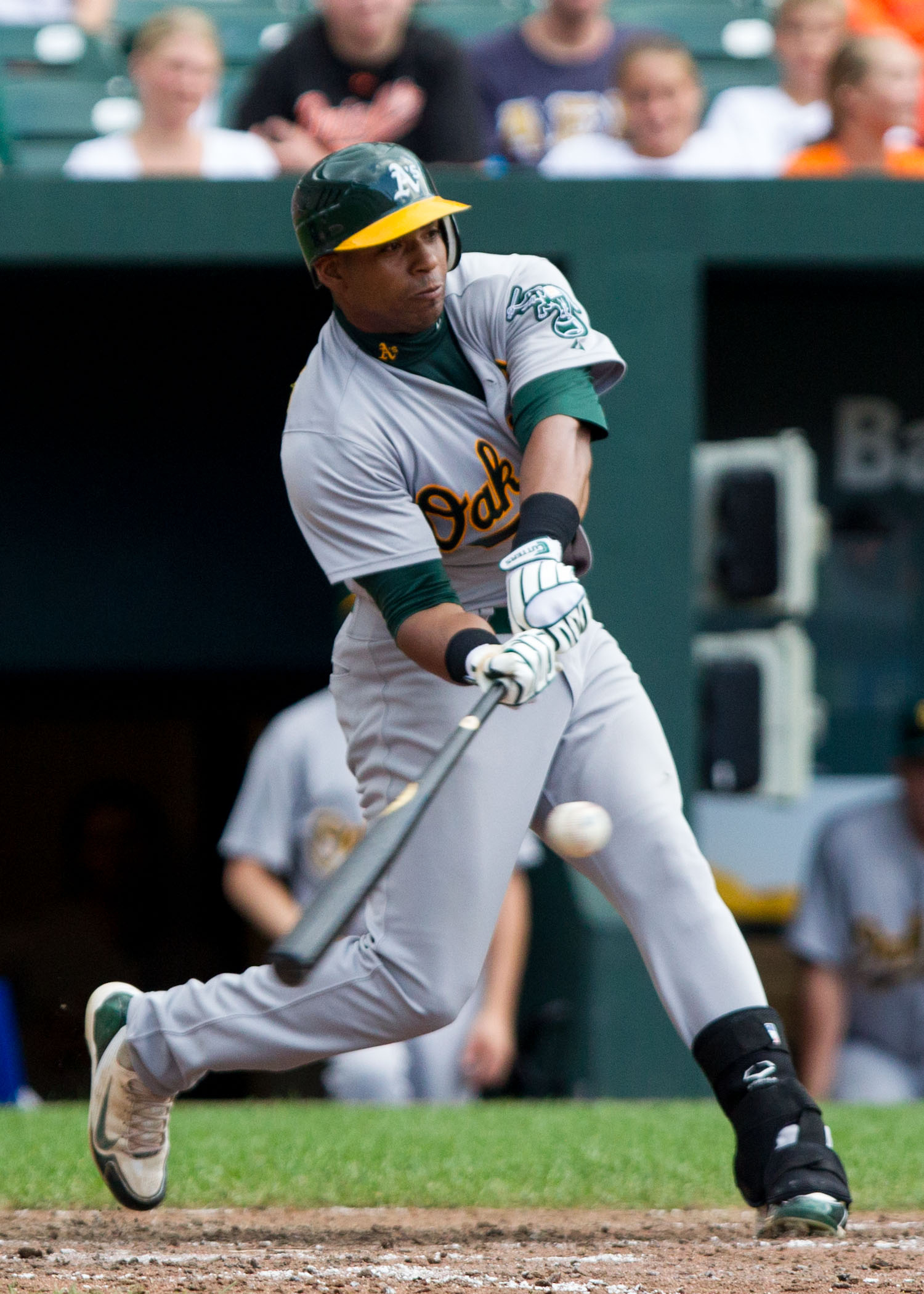
Le gagnant du concours de circuits, Yoenis Céspedes.

Le concours de coups de circuit (Home Run Derby) est présenté le 15 juillet à Citi Field dans le cadre des activités entourant ce match d'étoiles. Il est présenté pour la 28e année. Les joueurs participants à la compétition sont choisis par les capitaines : David Wright des Mets de New York pour la Ligue nationale et Robinson Canó des Yankees de New York pour l'Américaine.
Canó participe au concours aux côtés de ses invités : Prince Fielder des Tigers de Détroit, Chris Davis des Orioles de Baltimore et Yoenis Céspedes des Athletics d'Oakland, ce dernier devenant l'un des rares joueurs convoqués au concours sans avoir été sélectionné pour le match d'étoiles. De son côté, Wright choisit Bryce Harper des Nationals de Washington, Michael Cuddyer des Rockies du Colorado et Carlos González, également des Rockies. Mais ce dernier, blessé dans les jours précédents, se désiste au profit de Pedro Alvarez des Pirates de Pittsburgh.
Le concours est remporté par Yoenis Céspedes, qui bat Bryce Harper en ronde finale.
| Participant     | Équipe    | Ronde 1 | Ronde 2 | Sous-total | Ronde finale | Total |
| --------------- | --------- | ------- | ------- | ---------- | ------------ | ----- |
| Yoenis Céspedes | Athletics | 17      | 6       | 23         | 9            | 32    |
| Bryce Harper    | Nationals | 8       | 8       | 16         | 8            | 24    |
| Michael Cuddyer | Rockies   | 7       | 8       | 15         | –            | 15    |
| Chris Davis     | Orioles   | 8       | 4       | 12         | -            | 12    |
| Pedro Alvarez   | Pirates   | 6       | –       | 6          | –            | 6     |
| Prince Fielder  | Tigers    | 5       | -       | 5          | -            | 5     |
| David Wright    | Mets      | 5       | –       | 5          | –            | 5     |
| Robinson Canó   | Yankees   | 4       | –       | 4          | –            | 4     |

## Déroulement du match
| Ligue américaine                                                                                                  | 0 | 0 | 0 | 1 | 1 | 0 | 0 | 1 | 0 | 3 | 9 | 0 |
| Ligue nationale                                                                                                   | 0 | 0 | 0 | 0 | 0 | 0 | 0 | 0 | 0 | 0 | 3 | 0 |
| Lanceurs partants : AL : Max Scherzer NL : Matt Harvey Vic. : Chris Sale Déf. : Patrick Corbin Sauv. : Joe Nathan |   |   |   |   |   |   |   |   |   |   |   |   |

Matt Harvey des Mets de New York et Max Scherzer des Tigers de Détroit sont les lanceurs partants des équipes d'étoiles de la Ligue nationale et de la Ligue américaine, respectivement, alors que Michael Cuddyer des Rockies du Colorado amorce le match comme frappeur désigné pour la Nationale. La rencontre commence sur un double de Mike Trout contre Harvey, puis ce dernier atteint d'un lancer le frappeur suivant, Robinson Canó. Blessé, le joueur vedette des Yankees est immédiatement retiré de la partie et remplacé par Dustin Pedroia. La Ligue américaine ouvre la marque en quatrième manche contre Patrick Corbin, lanceur perdant de cette rencontre. Miguel Cabrera l'accueille avec un double, avance sur un simple de Chris Davis et marque sur le ballon-sacrifice de José Bautista. À la manche suivante, l'Américaine porte son avance à 2-0 contre le lanceur Cliff Lee : J. J. Hardy est sauf sur un jeu forcé qui élimine un coureur au deuxième but mais son coéquipier des Orioles de Baltimore, Adam Jones, marque. En début de huitième manche, Salvador Pérez compte le troisième point sur un double de Jason Kipnis. Limitée à trois coups sûrs, la Ligue nationale n'obtient son premier du match qu'en quatrième manche et génère peu d'offensive. Le stoppeur des Yankees, Mariano Rivera, 43 ans, apparaît dans un 13e et dernier match d'étoiles. Il retire les trois frappeurs de la Nationale dans l'ordre et, dans un match où aucun joueur du club gagnant ne s'est véritablement démarqué des autres, est nommé Joueur du match, une première dans l'histoire pour un lanceur de relève.

## Autres événements du week-end des étoiles
Le match des étoiles du futur (All-Star Futures Game), un événement présenté depuis 1999 en marge de la partie d'étoiles, est joué le dimanche 14 juillet à Citi Field. La rencontre oppose les meilleurs jeunes joueurs des ligues mineures de baseball partagés en deux équipes : celle des États-Unis et celle des joueurs originaires des autres pays. Le club formé de futures vedettes des États-Unis remporte le match par la marque de 4 à 2 et Matt Davidson, sous contrat avec les Diamondbacks de l'Arizona, est nommé joueur du match.